# ليا كيسر
ليا كيسر (بالإنجليزية: Leah Keiser)‏ هي متزلجة فنية أمريكية، ولدت في 13 سبتمبر 1997 في بيتسبرغ في الولايات المتحدة.

## وصلات خارجية
- ليا كيسر على موقع الاتحاد الدولي للتزلج (الإنجليزية)